# 埃拉尔多·佩奇
埃拉尔多·佩奇（義大利語：Eraldo Pecci，1955年4月12日—），意大利前男子足球运动员，场上位置是中场。他曾代表意大利国家队参加1978年国际足联世界杯，结果获得第四名。